# Diocesi di Impfondo
La diocesi di Impfondo (in latino: Dioecesis Impfondensis) è una sede della Chiesa cattolica nella Repubblica del Congo suffraganea dell'arcidiocesi di Owando. Nel 2021 contava 87.000 battezzati su 342.300 abitanti. È retta dal vescovo Daniel Nzika.

## Territorio
La diocesi comprende la regione di Likouala nella repubblica del Congo.
Sede vescovile è la città di Impfondo, dove si trova la cattedrale di Nostra Signora.
Il territorio è suddiviso in 10 parrocchie.

## Storia
La prefettura apostolica di Likouala fu eretta il 30 ottobre 2000 con la bolla De universa catholica di papa Giovanni Paolo II, ricavandone il territorio dalla diocesi di Ouesso.
L'11 febbraio 2011 in forza della bolla Cum Servus Dei di papa Benedetto XVI la prefettura apostolica è stata elevata a diocesi e ha assunto il nome attuale.
Originariamente suffraganea dell'arcidiocesi di Brazzaville, il 30 maggio 2020 è entrata a far parte della provincia ecclesiastica di Owando.

## Cronotassi dei vescovi
Si omettono i periodi di sede vacante non superiori ai 2 anni o non storicamente accertati.
- Jean Gardin, C.S.Sp. (30 ottobre 2000 - 12 dicembre 2019 ritirato)
- Daniel Nzika, dal 12 dicembre 2019

## Statistiche
La diocesi nel 2021 su una popolazione di 342.300 persone contava 87.000 battezzati, corrispondenti al 25,4% del totale.
| anno | popolazione | popolazione | popolazione | presbiteri | presbiteri | presbiteri | presbiteri                | diaconi | religiosi | religiosi | parrocchie |
| anno | battezzati  | totale      | %           | numero     | secolari   | regolari   | battezzati per presbitero | diaconi | uomini    | donne     | parrocchie |
| ---- | ----------- | ----------- | ----------- | ---------- | ---------- | ---------- | ------------------------- | ------- | --------- | --------- | ---------- |
| 2000 | 21.000      | 72.000      | 29,2        | 9          | 3          | 6          | 2.333                     |         | 6         | 2         | 6          |
| 2001 | 21.000      | 72.000      | 29,2        | 7          | 3          | 4          | 3.000                     |         | 5         | 8         | 6          |
| 2002 | 20.000      | 75.000      | 26,7        | 9          | 5          | 4          | 2.222                     |         | 5         | 9         | 6          |
| 2003 | 55.000      | 195.000     | 28,2        | 8          | 4          | 4          | 6.875                     |         | 6         | 12        | 6          |
| 2004 | 50.000      | 175.000     | 28,6        | 8          | 4          | 4          | 6.250                     |         | 4         | 12        | 6          |
| 2010 | 75.000      | 255.000     | 29,4        | 14         | 9          | 5          | 5.357                     |         | 8         | 15        | 8          |
| 2012 | 78.300      | 274.000     | 28,6        | 16         | 10         | 6          | 4.893                     |         | 9         | 15        | 9          |
| 2013 | 80.200      | 281.000     | 28,5        | 16         | 11         | 5          | 5.012                     |         | 5         | 15        | 9          |
| 2016 | 86.383      | 301.623     | 28,6        | 15         | 9          | 6          | 5.758                     |         | 8         | 13        | 9          |
| 2019 | 93.300      | 325.800     | 28,6        | 18         | 15         | 3          | 5.183                     |         | 6         | 12        | 10         |
| 2020 | 85.000      | 334.270     | 25,4        | 19         | 16         | 3          | 4.474                     |         | 8         | 12        | 10         |
| 2021 | 87.000      | 342.300     | 25,4        | 16         | 16         |            | 5.437                     |         | 4         | 12        | 10         |